# Vilassar de Dalt
Vilassar de Dalt è un comune spagnolo di 7 904 abitanti situato nella comunità autonoma della Catalogna.